# Mbiame
Mbiame est une commune (Mbiame Council) du Cameroun située dans la région du Nord-Ouest et le département du Bui. Son ressort territorial couvre celui de l'arrondissement de Mbven. C'est aussi le siège d'une chefferie traditionnelle de 2e degré.

## Organisation administrative de la commune
La commune comprend les villages suivants :
- Baasan
- Kovki
- Lam
- Mbokov
- Mbonso
- Mbontsem
- Mboshong
- Ngorin
- Njanawa
- Nkonin
- Reh
- Sang
- Tanyar
- Tiywong
- Lip
- Shuken

## Personnalités nées à Mbiame
- Emmanuel Bushu, évêque de Buéa, né à Ngorin en 1944